# Victor Hahn
Victor Hahn (* 19. August 1869; † nach 1930) war ein Verleger und Kunstsammler in Berlin.

## Leben
Victor Hahn studierte Publizistik. Er kam anschließend aus Wien nach Berlin, wo er um 1908/09 die defizitäre National-Zeitung übernahm. Seit 1910 machte er sie als Abendzeitung 8 Uhr-Abendblatt  zu einer der meistverkauften Tageszeitungen mit etwa 80.000 Exemplaren. Im Januar 1927 verkaufte er sie an den Mosse Verlag, blieb aber weiter nomineller Herausgeber mindestens bis 1929.
Victor Hahn war ein intensiver Kunstsammler. Seine umfangreiche Sammlung von Gemälden, Skulpturen, Möbeln und weiteren Gegenständen wurde 1926 in einem Katalog erfasst. 1932 wurde sie vollständig versteigert. Wahrscheinlich war er kurz zuvor gestorben.